# 2120-ті
2120-ті роки — третє десятиліття 22 століття. Це роки з 2120 по 2129.

## Передбачувані події
- 9 червня 2123 — найтриваліше повне місячне затемнення у столітті: близько 106,1 хвилини.[1]
- 14 вересня 2123 о 15:28 UTC — Венера пройде через Юпітер.[2]
- 8 грудня 2125 — проходження Сонця Венерою.[3]
- 16 липня 2126 — комета Свіфта-Туттля пролетить біля Землі на відстані 0,15 а. о., відтак її добре буде видно неозброєним оком.[4]
- 29 липня 2126 о 16:08 UTC — затемнення Марса Меркурієм для спостерігача із Землі.

## У фантастиці
- Події аніме-серіалу «Незвичайна сутичка» (1986) відбуваються у 2121 році.
- 27 листопада 2123 — в 44-ій серії серіалу «Зоряний шлях: Наступне покоління» зоряний корабель DY-500 класу S.S. Mariposa відлетів з Байконура, СРСР.[5]
- 2123 — події фільму Пластикове небо